# Линев
Линев (укр. Линів) — село в Локачинской поселковой общине Владимирского района Волынской области Украины.
До 2020 года входило в Локачинский район.
Код КОАТУУ — 0722480502. Население по переписи 2001 года составляет 428 человек. Почтовый индекс — 45541. Телефонный код — 3374. Занимает площадь 11,96 км².